# Miguel Velázquez
Miguel Velázquez Torres (* 27. Dezember 1944 in Santa Cruz, Teneriffa, Spanien) ist ein ehemaliger spanischer Boxer im Halbweltergewicht. 
Am 30. Juni 1976 nahm er dem Thailänder Saensak Muangsurin durch Disqualifikation in Runde 4 den WBC-Weltmeistertitel ab, verlor ihn allerdings im Rückkampf, welcher Ende Oktober desselben Jahres stattfand, durch technischen K. o. in Runde 2. Beide Kämpfe waren auf 15 Runden angesetzt.